# Isaac Asimov
Isaac Asimov, nato Isaàk Jùdovič Azìmov (in russo Исаáк Ю́дович Ази́мов?; Petroviči, 2 gennaio 1920 – New York, 6 aprile 1992), è stato uno scrittore, biochimico e divulgatore scientifico statunitense.

Firma di Isaac Asimov

Fu autore di numerosi romanzi e racconti di fantascienza e di volumi di divulgazione scientifica; la sua produzione, stimata intorno ai 500 volumi pubblicati, è incentrata non solo su argomenti scientifici, ma anche sul romanzo poliziesco, la fantascienza umoristica e la letteratura per ragazzi.
Autore di enorme successo, è ritenuto uno dei padri del genere fantascientifico; pubblicato in tutto il mondo, fu ideatore delle tre leggi della robotica, divenute un riferimento per lo sviluppo dell'intelligenza artificiale , e della psicostoria.
Alcuni romanzi e racconti di fantascienza hanno avuto trasposizioni cinematografiche.

## Biografia

### Giovinezza
Isaàc Asìmov nacque da una famiglia ebraica il 2 gennaio 1920 a Petroviči, un villaggio della provincia di Šumjači della regione di Smolensk, nella Russia in piena guerra civile, due anni prima della fondazione dell'Unione Sovietica. Tre anni dopo gli Asimov emigrarono negli Stati Uniti, stabilendosi a New York, nel quartiere di Brooklyn.
I genitori gestivano un negozio di dolciumi e giornali ed è proprio qui che il giovane si appassionò alla fantascienza, leggendo le riviste che arrivavano al padre, Judah Asimov. Isaac, pur non essendo figlio unico (aveva un fratello, Stanley, e una sorella, Marcia) era il pupillo del genitore, a causa della sua salute cagionevole che tuttavia non gli impedì di frequentare la Columbia University: inizialmente l'indirizzo di zoologia, che abbandonò, rifiutandosi di dissezionare un gatto randagio, poi chimica, in cui si laureò nel 1939.
Nel frattempo aveva iniziato a scrivere racconti: il suo primo tentativo risale agli undici anni, The Greenville Chums at College. Il primo  a essere pubblicato (sul giornale scolastico, alle superiori) fu Little Brothers, nel 1934.
Al college tra le sue letture preferite, oltre ai romanzi storici e fantascientifici, vi furono Agatha Christie e Wodehouse. Nel 1937 propose il racconto Cosmic Corkscrew a John W. Campbell, direttore della rivista Astounding Stories, ma il manoscritto gli fu rispedito.

### Esordio letterario
Nonostante ciò fu lo stesso Campbell a incoraggiarlo a scrivere altre opere; nel 1939 venne pubblicato sulla rivista Amazing Stories il racconto Naufragio al largo di Vesta (Marooned off Vesta). Nel frattempo Asimov strinse ottimi rapporti con Frederik Pohl, direttore di altre due prestigiose riviste di fantascienza, Astonishing Stories e Super Science Fiction. Proprio su queste testate videro la luce molti dei celebri racconti sui robot positronici (il primo, sempre del 1939, fu Robbie), preludio ai romanzi del Ciclo dei Robot e le storie che avrebbero formato la prima parte della sua opera più celebre, il Ciclo delle Fondazioni. Entrambe le opere, che testimoniano la fama e il prestigio di Asimov, rientrano in quella che è stata definita l'Età d'oro della fantascienza americana, coincidente grosso modo con gli anni Quaranta del Novecento. Fu l'epoca in cui emersero altri scrittori classici di questo genere letterario, alcuni dei quali in diretto rapporto con Asimov; oltre a Pohl, Robert Heinlein, L. Sprague de Camp.
Dopo la laurea tentò con molte difficoltà di entrare nelle scuole mediche di New York ed ottenne nel 1941 un master presso la Columbia University. Quello stesso anno pubblicò il racconto Notturno, indicato dalla critica come il miglior racconto di fantascienza mai scritto prima dell'istituzione del premio Nebula, e contemporaneamente iniziò a scrivere i racconti poi confluiti nella Trilogia della Fondazione. Nel frattempo, proseguì gli studi di chimica sotto l'ala protettrice del professor Charles Dawson.
Nel 1942 sposò Gertrude Blugerman, un'artista di Toronto (Canada), e a causa della seconda guerra mondiale venne impiegato come chimico presso la Naval Air Experimental Station di Filadelfia insieme ai colleghi scrittori Robert A. Heinlein e L. Sprague de Camp. Nel 1945 Asimov fu arruolato come soldato semplice e inviato prima a Camp Lee (Virginia), poi a Honolulu, dove avrebbe dovuto partecipare al primo esperimento atomico del dopoguerra, ma venne rimandato a casa poco prima.
Dopo il congedo tornò all'università; nel 1948 ottenne il dottorato in biochimica e iniziò a lavorare con il professor Robert Elderfield, compiendo ricerche su nuovi farmaci per la cura della malaria, ma coltivando nello stesso tempo le sue collaborazioni con riviste fantascientifiche, alle quali, oltre alle già citate, si aggiunsero Unknown, If, Galaxy Science Fiction e The Magazine of Fantasy and Science Fiction. Nel 1949 uscì il racconto Madre Terra, che anticipava i romanzi dei robot.

### Gli anni d'oro da romanziere
Nel 1950  pubblicò il suo primo romanzo, Paria dei cieli (Pebble in the Sky, inizialmente Grow Old with Me). Più tardi uscirono la raccolta Io, robot e il primo libro di saggistica, scritto insieme a due colleghi l'anno prima della nascita del figlio David.
Tra il 1951 e il 1953 uscirono i romanzi Il tiranno dei mondi, Le correnti dello spazio e Abissi d'acciaio, oltre alla Trilogia della Fondazione. Nel 1952 vide la luce Lucky Starr, il vagabondo dello spazio, primo della serie su Lucky Starr pubblicata con lo pseudonimo di Paul French. Del 1953 è l'antologia La Terra è abbastanza grande. Fu in quegli anni che avvenne il primo incontro con Janet Opal Jeppson, giovane psichiatra.
Nel 1955 nacque Robyn Joan, sua seconda figlia, e gli fu conferito il titolo di professore associato di biochimica. Tra il 1955 e il 1957 alternò l'attività di docente a quella di romanziere, con l'uscita di La fine dell'eternità e Il sole nudo. Nel 1958 fu pubblicato Lucky Starr e gli anelli di Saturno, che chiuse il ciclo.
Il suo ultimo contributo letterario risale al 1959 con l'uscita dell'antologia Nine Tomorrows, che presenta racconti scritti negli anni cinquanta.

### La divulgazione scientifica
Da questo momento in poi sarà l'attività divulgativa ad assorbire la maggior parte del suo impegno letterario, a seguito anche della rinuncia all'attività didattica: pubblica numerosi testi sulla chimica, fisica e astronomia. Unica eccezione è Viaggio allucinante, ispirato all'omonimo film, edito nel 1966. Dello stesso anno è il premio Hugo per la Trilogia della Fondazione. Tra il 1967 e il 1969 escono tre raccolte: Through a Glass, Clearly, Misteri. I racconti gialli di Isaac Asimov e Antologia personale.

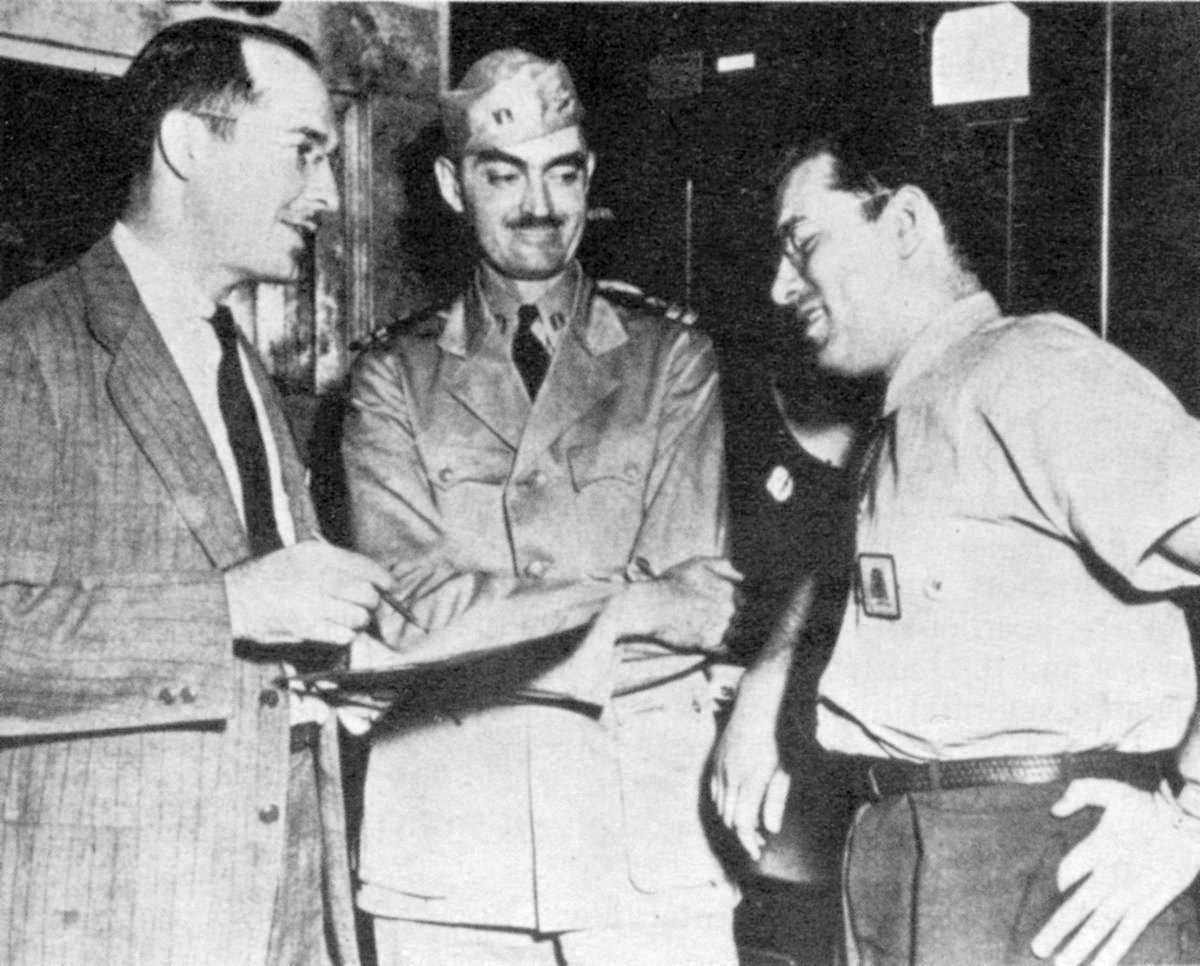
Isaac Asimov (a destra) con Robert Heinlein (a sinistra) e L. Sprague de Camp (al centro) presso il Philadelphia Navy Yard, 1944

Nel 1970 si separa da Gertrude, dalla quale divorzia tre anni più tardi, per poi sposare nel 1973 Janet Jeppson, incontrata a una convention di letteratura gialla. L'anno precedente era stato pubblicato Neanche gli dei, il suo romanzo preferito, vincitore di un premio Hugo, un premio Nebula e un premio Locus. Sono di questo periodo anche vari testi di divulgazione scientifica, storica e letteraria.
Nel 1974, con la raccolta I racconti dei Vedovi Neri (Tales of the Black Widowers), inizia il ciclo dei Vedovi Neri, un club di amici che si cimentano nell'investigazione. Il ciclo si concluderà postumo con la pubblicazione di Il ritorno dei Vedovi Neri (The Return of the Black Widowers) (2003). Nel 1976 esce l'Antologia del bicentenario (per la ricorrenza del bicentenario della Dichiarazione d'indipendenza degli Stati Uniti d'America) dal cui racconto principale L'uomo bicentenario e dal romanzo Robot NDR-113, scritto in collaborazione con Robert Silverberg, nel 1999 è stato tratto l'omonimo film, senza però esservi molto fedele.
Nel 1977 Asìmov viene ricoverato in ospedale a causa di un attacco cardiaco, che ne minerà la salute anche negli anni successivi. Nel 1979 diventa professore ordinario; nello stesso anno escono le opere autobiografiche Isaac Asimov's Treasury of Humour e In Memory Yet Green e l'anno dopo In Joy Still Felt.

### Gli ultimi anni
Negli anni Ottanta, su insistenza della Doubleday, riprende in mano il Ciclo della Fondazione, e contemporaneamente continua a scrivere racconti per il Ciclo dei Robot: nel 1983 escono L'orlo della Fondazione e I robot dell'alba. Nello stesso anno al NYU Medical Center si sottopone a un intervento di bypass coronarico, ma durante una trasfusione di sangue viene infettato dall'HIV. Tra il 1985 e il 1988 vedono la luce I robot e l'Impero, Fondazione e Terra, Preludio alla Fondazione e Nemesis.
Gli ultimi anni della vita di Asìmov sono dedicati alla produzione scientifica, con numerosi articoli di divulgazione su diversi argomenti. Nel 1992 ottiene l'ultimo dei sei premi Hugo per il racconto Gold. La sua attività si conclude il 6 aprile 1992 quando, ricoverato sempre al NYU Medical Center muore per insufficienza cardiaca e insufficienza renale, aggravate dalla sieropositività. Nel 1995 esce postuma la sua ultima autobiografia I, Asimov: A Memoir.
Il fatto che l'AIDS era stata la causa della sua morte è stato rivelato dieci anni dopo nella biografia scritta dalla seconda moglie Janet, It's Been a Good Life. Sia l'ospedale dove era stato infettato (per evitare uno scandalo), sia Asimov stesso (per evitare alla sua famiglia lo stigma che circondava l'AIDS) furono d'accordo nell'occultare la malattia per molti anni. Coerentemente al suo ateismo, la salma è stata cremata senza cerimonie e le ceneri disperse, come aveva chiesto.
In suo onore è stato denominato l'asteroide 5020 Asimov.

## Posizioni intellettuali
Isaac Asimov si riteneva umanista e razionalista e dal punto di vista della credenza si definiva ateo. Benché non attaccasse il genuino sentimento religioso, era fortemente critico verso la superstizione e le credenze infondate.
Aveva un quoziente intellettivo alto (intorno a 160, secondo i test in uso all'epoca) e fu membro, nonché vicepresidente onorario per alcuni anni, del Mensa, anche se si staccò dall'associazione in quanto riteneva molti membri arroganti, oltre a non approvare le società elitarie.
Asimov era un progressista su molti temi politici e uno strenuo sostenitore del Partito Democratico statunitense fin dall'epoca del New Deal. Sostenne nel 1972 la campagna presidenziale di George McGovern contro il presidente Richard Nixon.
Difese il diritto all'esistenza dello Stato d'Israele, ma espresse la preoccupazione che potesse diventare un nuovo ghetto ebraico, e affermò di non essere un sionista per il fatto che le sue idee non contemplavano il nazionalismo, oltre che per il timore del contrasto etnico che la nascita dello Stato ebraico avrebbe generato con gli arabi, cosa che infatti puntualmente si verificò.
La sua difesa delle applicazioni civili dell'energia nucleare anche dopo lo scampato disastro di Three Mile Island compromise tuttavia le sue relazioni con alcuni esponenti della sinistra americana. Egli lanciò spesso accorati appelli riguardo alla necessità di un controllo delle nascite rifacendosi alle prospettive ipotizzate da uomini come Thomas Malthus e Paul R. Ehrlich. Riteneva infatti che il controllo delle nascite tramite procreazione responsabile e contraccezione avrebbe evitato, in caso di sovrappopolazione, l'imposizione dall'alto di politiche abortiste. Si considerò sempre un sostenitore del femminismo, e riteneva che l'omosessualità (come altre forme di sessualità fra adulti, non dannose e senza procreazione, ricordando sempre il problema del controllo delle nascite) dovesse essere considerata un "diritto morale" delle persone.
Si dichiarò provocatoriamente favorevole ai programmi di eugenetica, ma solo perché – paradossalmente – il loro sicuro fallimento avrebbe dimostrato che era una strada sbagliata. Molto meglio sarebbe stato destinare le energie a un "raccolto" delle migliori menti cresciute liberamente. Figlio di "bottegai ebrei", Asimov era molto sensibile su temi di possibile discriminazione e pertanto contrario a qualsiasi blocco dell'immigrazione negli Stati Uniti: poiché lui stesso (e quasi tutti gli antenati degli americani moderni) era stato immigrato, non voleva precludere ad altri la medesima possibilità.
Controversa e osteggiata fu la sua opinione sulla fattibilità di un governo mondiale. Egli stesso dichiarò che il governo mondiale avrebbe potuto trasformarsi in una dittatura autoritaria dominata da un'élite tecnocratica, ma che, anche in un'ipotesi così sconfortante, era comunque preferibile a una pletora di Stati mal funzionanti in conflitto tra loro. Occorre ricordare che il periodo in cui Asimov elaborò queste idee è situato nella guerra fredda tra Stati Uniti e Unione Sovietica; di fronte alla possibilità di un inverno nucleare causato dallo scontro armato atomico dei due blocchi contrapposti, era più auspicabile uno Stato planetario forte nella forma di un governo "illuminato" razionalmente, in grado di garantire la sicurezza a tutta l'umanità. A tale proposito, queste furono le sue parole: «Una buona dittatura è comunque meglio di una cattiva democrazia»; ma affermò anche: «Gli ideali in cui credo sono pace, libertà e sicurezza per tutti. Lo Stato-nazione è obsoleto: abbiamo bisogno di un governo mondiale federale».
Nella sua ultima opera di divulgazione, Our Angry Earth (1991), scritta in collaborazione con Frederik Pohl, lanciò allarmi riguardo alla crisi ambientale che vedeva delineandosi, descrivendo i fenomeni dell'effetto serra e del buco dell'ozono.
Si oppose alla guerra del Vietnam (firmando una petizione di scrittori di fantascienza nel 1968) e allo scudo spaziale di Reagan, argomento sul quale scrisse un saggio nel 1985. Nella sua vita personale, come in quella professionale, Asimov aveva molta fede nel progresso scientifico, anche se spesso era pessimista sul destino dell'umanità e soffriva curiosamente di alcune fobie legate proprio alla tecnologia, come la paura di volare in aereo e quella degli aghi e del sangue (sarà proprio una trasfusione di sangue a fargli contrarre l'HIV).
Asimov, che da giovane si era cimentato anche con la narrativa fantasy, ammirava l'opera di J. R. R. Tolkien, in particolare Il Signore degli Anelli, che cita in un racconto giallo della serie dei Vedovi Neri, oltre che in Su Tolkien e altre cose (Concerning Tolkien), racconto contenuto in Le fasi del caos. Lo stesso Tolkien, nonostante fosse anti-tecnologico, aveva affermato in una lettera di apprezzare le opere fantascientifiche di Asimov.

### Comportamenti problematici verso le donne
Asimov usava spesso accarezzare e baciare le donne durante le convention od ovunque si trovasse senza alcun riguardo per il loro consenso. Questo è testimoniato da diversi scritti personali dello stesso Asimov, come The Sensuous Dirty Old Man (1971), nel quale scriveva: «La questione non è se una ragazza debba o no essere toccata. La questione è semplicemente dove, quando, e come ella debba essere toccata».
Nell'autobiografia pubblicata nel 1979, Io, Asimov, fece scrivere a Judith Merrill una nota di tre paragrafi che recitava:
Alec Nevala-Lee, storico del genere fantascientifico, scrisse che il comportamento di Asimov, in qualità di autore sci-fi di spicco e personalità famosa, aveva contribuito a creare un'atmosfera poco desiderabile per le donne nella comunità fantascientifica, già dominata da una massiccia presenza maschile. A supporto di questo, citò alcuni autori contemporanei ad Asimov come Judith Merrill, Harlan Ellison e Frederik Pohl, insieme a editori come Timothy Seldes ed Edward L. Ferman.
In un necrologio per Alfred Bester pubblicato nell'antologia Nebula Awards Showcase del 1987, e poi più tardi in un'antologia di brevi scritti di Alfred Bester, Redemolished, Asimov scriveva:
Questo mi ha sconcertato in due modi. In primo luogo, è stata una sconfitta fisica diretta. Non sono abituato a essere immobilizzato da un abbraccio e poi baciato, e di certo non sono abituato a essere preso d'oca.
Una sconfitta più indiretta e molto peggiore è stato rendersi conto che come io mi avvicinavo ad Alfie con molta cautela quando lo vedevo prima che lui vedesse me, potrebbe essere possibile che le giovani donne si avvicinassero a me con la stessa cautela, perché non negherò che ho agito a lungo partendo dal presupposto che abbracciare, baciare e sbirciare fosse una prerogativa maschile, a condizione che il bersaglio fossero le giovani donne (non i maschi anziani). Non avete idea di quanto mi abbia rovinato il non riuscire a dimenticare che le giovani donne potevano starmi evitando.
Mi chiedo se Alfie lo abbia fatto apposta per ampliare la mia comprensione della natura umana e per riformarmi. No, non credo. Era solo la sua naturale esuberanza.»

## Giudizi critici
A tutt'oggi Asimov è considerato uno dei massimi scrittori di fantascienza. Egli fu tra i primi a trasformare questo genere da narrativa di consumo priva di contenuti, tipica dei cosiddetti pulp magazine, in letteratura di livello, con contenuti divulgativi e didattici. Fu tra i primi anche a puntare tutto sulla plausibilità scientifica delle sue storie (la cosiddetta hard science fiction, basata su fondamenta scientifiche), non mancando peraltro di inserirvi ampie riflessioni sociologiche e futuristiche sul destino dell'umanità. La popolarità di Asimov è addirittura maggiore in molti paesi europei, tra cui Spagna e Italia, nei quali è considerato lo scrittore di fantascienza per antonomasia ed è spesso l'unico a essere conosciuto tra i suoi colleghi.
Si è spesso affermato che la narrativa di Asimov è scritta in uno stile arido, privo di azione, letterariamente scarno e poco interessato alla psicologia dei personaggi. Asimov stesso riconobbe di avere una scrittura quantomeno volutamente semplice, perché non intendeva scrivere per vincere un premio Pulitzer ma per farsi capire (concetto imprescindibile in un divulgatore qual era). Il critico e scrittore di fantascienza statunitense James Edwin Gunn affermò nel 1982, riguardo a Io, robot, che in pratica, eccettuati due singoli racconti, «in nessuna delle storie sui robot i personaggi giocano un ruolo fondamentale, le storie sono ridotte a dialoghi sterili privi di azione e descrizione se non strettamente funzionali ai fini della trama». Si può ritenere che questo giudizio sia applicabile a tutta la produzione narrativa di Asimov. Vi sono tuttavia notevoli eccezioni, in quanto i personaggi di Powell e Donovan o Susan Calvin nelle storie sui robot, di Arkady Darell e del Mule (o Mulo) nel ciclo delle Fondazioni, di Elijah Baley nel ciclo dei robot, di Golan Trevize nel seguito della Fondazione e di Hari Seldon negli antefatti della Fondazione sono creazioni a tutto tondo che dominano e muovono la storia e hanno personalità e storie complesse e articolate.
Si è poi criticata l'assenza di alieni nella stragrande maggioranza della fantascienza di Asimov. Egli stesso affermò che quell'elemento era stato dettato dalle imposizioni del suo editore John W. Campbell, il quale era dell'idea che gli alieni dovessero sempre essere inferiori all'uomo. Poiché Asimov era di diverso avviso riguardo all'indiscutibile superiorità umana, per ovviare al problema eliminò la presenza di civiltà extraterrestri nelle sue prime storie. A questa critica, tuttavia, e a quella secondo cui le sue storie fossero del tutto prive di riferimenti al sesso (diversamente da quanto avveniva nelle disinvolte correnti post-anni Sessanta), Asimov rispose con il suo Neanche gli dei, nel quale presentò una delle più complesse e affascinanti civiltà aliene mai comparse nel panorama della fantascienza e ne descrisse minuziosamente i costumi sessuali senza però scivolare nell'erotico o nel volgare.
In definitiva quelle critiche, così come tutte le critiche che oggi hanno portato a un parziale "revisionismo" riguardo al contributo di Asimov alla fantascienza, sono dipese dall'affermarsi delle avanguardie New Wave e cyberpunk (a cui Asimov, almeno nel primo caso, cercò nelle sue ultime opere di adeguarsi). La completa opposizione tra l'idea pessimistica di un futuro apocalittico delle suddette correnti e quella ottimistica e positivistica di Asimov è stridente e la produzione di Asimov è stata anche accusata di parziale obsolescenza. Resta però indiscutibile il fatto che la sua space opera di così ampio respiro e le sue speculazioni sociologiche e tecnologiche mantengono il loro fascino anche a tanti anni di distanza. La prosa asciutta ma elegante di Asimov, che nel longevo Ciclo delle Fondazioni (risalente a prima della metà del ventesimo secolo) ha contribuito alla fortuna dell'opera, è ancora ricercata da coloro che hanno rigettato la moderna fantascienza (in particolare cinematografica) fatta solo d'azione e violenza a favore di una fantascienza che torni a riflettere sul passato, sul presente e sul futuro dell'uomo con particolare attenzione alla plausibilità della trama, delle idee e dei concetti espressi.

## Opere

### Fantascienza

#### Romanzi
Asimov scrisse un grande numero di racconti, particolarmente nel periodo tra il 1939 e il 1959. In seguito la maggior parte delle sue opere furono romanzi, come La fine dell'eternità (The End of Eternity, 1955), forse una delle migliori opere sui viaggi nel tempo mai scritte; Neanche gli dei (The Gods Themselves, 1972), vincitore del premio Hugo e opera in cui per la prima volta Asimov descrive compiutamente e minuziosamente in molti suoi aspetti, compreso quello riproduttivo, un'affascinante civiltà extraterrestre; Viaggio allucinante (Fantastic Voyage, 1966) o Destinazione cervello (Fantastic Voyage II: Destination Brain, 1987) in cui, partendo da un'idea non sua, crea un'avventura all'interno del corpo umano su un veicolo miniaturizzato, attenendosi però a canoni scientifici e cercando di essere credibile e logico, descrivendo molte delle caratteristiche del corpo umano e dei suoi fenomeni chimici interni.
I romanzi successivi, con l'eccezione di Nemesis del 1989, sono essenzialmente ampliamenti di Robert Silverberg di precedenti racconti di Asimov.

#### Racconti
Asimov produsse un vasto numero di racconti, in particolare nel periodo tra il 1939 e il 1959, usciti su riviste come Astounding Science Fiction dell'amico John W. Campbell e Galaxy Science Fiction.
La sua prima storia pubblicata nel 1939, Naufragio al largo di Vesta, venne scritta quando Asimov aveva solo 18 anni. Narra di tre uomini sopravvissuti allo schianto dell'astronave Silver Queen nella Cintura degli Asteroidi, intrappolati all'interno di uno dei pochi compartimenti ancora integri del relitto, che gira attorno all'asteroide 4 Vesta, uno dei più grandi della Fascia principale. Accolto freddamente dalla critica di quegli anni, è diventato nei decenni una pietra miliare della fantascienza classica.
Solo due anni più tardi, nel 1941, scrisse quello che ancora oggi è considerato il miglior racconto di fantascienza, Notturno, in cui ipotizzava gli effetti prodotti da un'eclissi solare su un mondo perennemente illuminato, abitato, tra gli altri, da una setta religiosa. Nel 1968 il Congresso degli scrittori di fantascienza americani votò Notturno come il miglior racconto di fantascienza, e la Science Fiction Writers of America l'ha giudicato il miglior racconto di fantascienza scritto prima dell'istituzione del premio Nebula nel 1965, inserendolo nell'antologia The Science Fiction Hall of Fame, Volume One, 1929–1964. La metafora della luce e delle tenebre, dell'Illuminismo e del "sonno della ragione" (durante l'eclissi il pianeta impazzisce) mostra fin da quest'opera giovanile la netta condanna di Asimov riguardo alla superstizione e al fideismo.
Con Notturno Asimov introdusse il concetto di social science fiction (fantascienza sociologica), un termine usato per indicare la nuova corrente degli anni Quaranta formata tra gli altri da Asimov e Robert Heinlein, che partendo dalla forma classica della space opera giungeva ad ardite speculazioni sul futuro dell'umanità.
Asimov scrisse diversi racconti degni di nota, tra cui molti sui robot positronici e il Multivac racchiusi nell'antologia Tutti i miei robot. Alcuni dei più famosi e importanti, che fanno parte di questa antologia e non solo, sono:
- Robbie è il primo racconto in assoluto sui robot positronici che narra dell'affetto tra una bambina e il suo robot baby-sitter compagno di giochi. Asimov intendeva reagire alle precedenti storie sui "robot come minaccia", diffuse all'inizio del XX secolo, per presentare invece gli automi come attrezzi utili ed estremamente versatili, in grado di aiutare l'umanità nel suo percorso. Questa sua visione rivoluzionò la letteratura e la filmografia dei decenni seguenti.[N 3] Pubblicato per la prima volta nel settembre del 1940 sulla rivista Super Science Stories, fa parte dell'antologia Io, robot ed è presente anche in altre raccolte di racconti di Asimov.
- Essere razionale (Reason) è il secondo racconto sui robot positronici, in cui appaiono per la prima volta Powell e Donovan. Pubblicato nell'aprile del 1941 sulla rivista Astounding Science Fiction, fa parte dell'antologia Io, robot e di altre raccolte di racconti. Narra la storia di un robot incredibilmente logico e razionale che non crede all'esistenza della Terra e di altre cose molto importanti.
- Bugiardo! (Liar!) del 1941 è il terzo racconto di Asimov sui robot positronici, in cui fanno la prima comparsa Susan Calvin, uno dei suoi personaggi più famosi, e la prima delle tre leggi della robotica. Viene narrato di un robot che per rispettare le Tre Leggi e non ferire chi gli sta intorno è costretto a mentire, fatto che infrange una delle Tre Leggi e che lo porterà all'autodistruzione.
- Circolo vizioso (Runaround), pubblicato nell'ottobre del 1942, parte dell'antologia Io, robot e di altre raccolte, è il primo lavoro di Asimov in cui vengono compiutamente enunciate le tre leggi della robotica. È ambientato su Mercurio nei pressi di una miniera e affronta la conflittualità tra la seconda e la terza legge.
- Meccanismo di fuga (Escape!), pubblicato nell'agosto del 1945 (con il titolo Paradoxical Escape) su Astounding Science Fiction come il precedente, fa parte dell'antologia Io, robot e di altre raccolte di racconti. È l'ultimo in cui appare la coppia di Powell e Donovan. Narra l'invenzione di motore in grado di raggiungere velocità superluminale.
- Il destino di Marte (The Martian Way) del 1952, scritto durante il maccartismo, esprime la personale presa di posizione dell'autore sul fenomeno. Asimov prevede, con quindici anni di anticipo, le passeggiate nello spazio e gli effetti euforici che possono provocare, e parla della conquista dell'indipendenza e dell'autosufficienza di una colonia umana su un pianeta diverso dalla Terra.
- Chissà come si divertivano (The Fun They Had) del 1954, considerato da Asimov la più grande sorpresa della sua carriera, divenne celebre e fu ristampato dopo che l'autore l'aveva scritto su richiesta di un amico che lo voleva portare ad alcuni bambini a cui faceva da insegnante.[senza fonte] Racconta di due bambini del futuro che trovano in una soffitta un vecchio libro che descrive, tra le altre cose, le caratteristiche del sistema scolastico del XX secolo.
- Question è un racconto mai arrivato in Italia. Fu pubblicato nel marzo del 1955 dalla rivista Computers and Automation e ristampato nell'aprile del 1957 su Science World. Non compare in alcuna raccolta.[59] È il primo della serie di racconti vagamente connessi fra loro sul supercomputer immaginario Multivac.
- L'ultima domanda (The Last Question) del 1956 è una storia sull'entropia con un finale sorprendente. Si compone di una serie di storie vagamente connesse tra di loro che narrano del Multivac. È il racconto preferito da Asimov perché lo scrisse di getto e senza apportarvi correzioni. Lo considerava il migliore che avesse mai scritto. La storia fu adattata per lo Strasenburgh Planetarium di Rochester, New York, nel 1969, sotto la direzione di Ian C. McLennan. Dopo averne visto l'adattamento per il planetario, Asimov la definì "in privato"[60] la miglior storia di fantascienza mai scritta.
- L'ultimo nato (The Ugly Little Boy, o Lastborn), pubblicato per la prima volta nel 1958 nel numero di settembre della rivista Galaxy Science Fiction. La storia narra di un uomo di Neanderthal bambino trasportato nel futuro attraverso un viaggio nel tempo. Robert Silverberg usò il racconto come base per il romanzo del 1991 Il figlio del tempo o Un bimbo arriva da lontano (Child of Time o The Ugly Little Boy).
- Anniversario (Anniversary) del 1959 fu scritto per celebrare il ventesimo anniversario della prima pubblicazione di Asimov, ovvero Naufragio al largo di Vesta, del quale è il seguito.[61] Lo scrittore riporta nei suoi commenti che la storia di Moore che raccoglie l'oggetto era stata una delle parti successivamente rimosse dal racconto originale.
- Immagine speculare (Mirror Image), pubblicato per la prima volta nel maggio 1972 sulla rivista Analog Science Fiction, fa parte dell'antologia Il meglio di Asimov e Tutti i miei robot, ed è presente anche in altre raccolte.[62] È anche l'unico racconto breve in cui compaiono due dei personaggi più celebri di Asìmov: Elijah Baley e R. Daneel Olivaw. La storia si colloca fra Il sole nudo e I robot dell'alba, rispettivamente secondo e terzo romanzo degli Spaziali. Il secondo era stato pubblicato nel 1957, quindici anni prima, e gli appassionati della serie speravano nella pubblicazione di un nuovo romanzo. L'autore racconta di essere stato sommerso dopo la pubblicazione dalle lettere dei fan, i quali, per la maggior parte, in sintesi dicevano: «Grazie, ma vogliamo un altro romanzo».[N 4] Il racconto narra di come Baley risolve brillantemente un conflitto tra due matematici spaziali interrogando i rispettivi robot.
- L'uomo bicentenario (The Bicentennial Man), uscito nel febbraio del 1976, anno del bicentenario degli Stati Uniti, è presente nell'antologia Antologia del bicentenario (a cui dà il nome) e in altre raccolte. Da questo racconto è stato tratto nel 1993 un romanzo che ne amplia le vicende, scritto da Asimov assieme a Robert Silverberg e intitolato Robot NDR-113 (The Positronic Man). Inoltre, nel 1999 ne è stato tratto l'omonimo film diretto da Chris Columbus, con protagonista Robin Williams. Era ritenuto dallo stesso Asimov il suo miglior racconto sui robot positronici.[N 5] Narra di un robot con la personalità che con fatica, dopo molti anni e diversi cambiamenti, riesce a ottenere di essere riconosciuto umano poco prima di spegnersi.

#### Fondazione
Il contributo più esteso alla fantascienza è stato dato da Asimov con il suo celebre Ciclo delle Fondazioni, una serie di racconti scritti tra il 1942 e il 1949 e pubblicati in quegli anni sulla rivista di John W. Campbell, Astounding Science Fiction. I racconti, poi raccolti in tre volumi (Cronache della galassia, Il crollo della galassia centrale, L'altra faccia della spirale), narrano della caduta dell'Impero galattico e dei lunghi anni d'interregno e di barbarie che ne seguono.
Basandosi sulla lettura di Storia del declino e della caduta dell'Impero romano di Edward Gibbon, Asimov realizzò la caduta di un Impero galattico creando una descrizione politico-sociale del lontano futuro dell'umanità introducendo un concetto, quello della psicostoriografia, che affascinerà sociologi e psicologi per anni. La psicostoria si basa sull'idea della prevedibilità dei comportamenti delle masse mediante formule matematiche statistiche con cui si può arrivare a determinare il percorso più probabile che sarà adottato dalle masse, arrivando quindi a prevedere il futuro.
L'idea di Impero galattico sarà ripresa indipendentemente in molte opere successive: si pensi all'Impero in Dune di Frank Herbert o all'Impero Galattico di Guerre stellari (anch'esso con una capitale sovrappopolata e completamente rivestita di metallo come per la Trantor asimoviana).
Ai primi tre volumi se ne aggiunsero poi altri quattro, scritti tra il 1982 e il 1992: L'orlo della Fondazione (1982), Fondazione e Terra (1986), Preludio alla Fondazione (1988) e Fondazione anno zero (1992); i primi due seguono cronologicamente la trilogia iniziale, mentre gli ultimi due sono dei prequel.

#### Robot positronici e Multivac
Nello stesso periodo in cui Asimov era impegnato nella stesura della serie della Fondazione, egli scrisse anche i primi dei suoi racconti sui robot positronici. Asimov per primo rinnovò il concetto di robot, trasformandolo da versione futuristica del mostro di Frankenstein tipico della fantascienza precedente a creatura versatile e realizzata su scala industriale per fungere da aiutante, o sostituto, dell'uomo.
(Isaac Asimov)
Tale concetto sarà poi ripreso nella serie televisiva Star Trek: The Next Generation, in cui uno dei protagonisti è un robot umanoide, Data.
Nelle opere sui robot, raccolte poi nelle antologie: Io, robot, Il secondo libro dei robot, Antologia del bicentenario e Tutti i miei robot (che riunisce alcuni racconti delle tre precedenti edizioni), Asimov enunciò le sue tre leggi della robotica che hanno ispirato esperti di robotica, intelligenza artificiale e cibernetica:
- prima legge: un robot non può recare danno a un essere umano, né può permettere che, a causa del suo mancato intervento, un essere umano riceva danno;
- seconda legge: un robot deve obbedire agli ordini impartiti dagli esseri umani, a meno che questi ordini non contrastino con la prima legge;
- terza legge: un robot deve salvaguardare la propria esistenza, a meno che questa autodifesa non contrasti con la prima o la seconda legge.

Tali leggi sono state spesso utilizzate anche in romanzi di altri autori. Asimov tuttavia le ha sempre considerate le “sue” leggi e non ha mai autorizzato alcuna citazione, sebbene lasciasse gli autori liberi di fare riferimento ad esse. In alcuni dei suoi ultimi racconti, I robot e l'Impero e Fondazione e Terra, uno l'ultimo della serie dei robot e l'altro l'ultimo della saga delle Fondazioni, Isaac Asimov postula l'esistenza di una legge più generale:
- legge zero: un robot non può danneggiare l'Umanità, né può permettere che a causa del suo mancato intervento l'Umanità riceva danno.

Con l'introduzione di questa nuova legge, le tre precedenti vengono conseguentemente modificate: a tutte le leggi viene aggiunta la postilla "A meno che questo non contrasti con la legge zero". Insomma, la legge zero si pone come la più importante delle leggi, ed è significativo il fatto che questa legge sia coniata proprio dai robot (più precisamente, viene formulata da R. Daneel Olivaw nel romanzo I Robot e l'Impero).
Nel racconto Che tu te ne prenda cura (...That Thou Art Mindful of Him), è presentato in modo palese il problema della definizione del termine "umano" presente nelle leggi della robotica. L'indistinguibilità tra robot avanzati ed esseri umani è uno dei temi ricorrenti nella produzione di Isaac Asimov.
Dopo la scomparsa di Asimov, il collega e amico Roger MacBride Allen ha prodotto una trilogia letteraria (Il Calibano di Asimov, L'inferno di Asimov e L'utopia di Asimov) nella quale le leggi della robotica vengono riprese e subiscono una radicale riformulazione.

### Gialli
Nella sua carriera Asimov scrisse molte storie gialle, principalmente di tipo giallo deduttivo, intrecciandole spesso con tematiche fantascientifiche. Esempi di questi tipi di narrazione poliziesco-fantascientifica sono i cosiddetti Romanzi degli Spaziali e il racconto Immagine speculare (Mirror Image, 1972) appartenenti al Ciclo dei Robot con protagonisti l'investigatore umano Elijah Baley e il suo assistente, il robot positronico umanoide R. Daneel Olivaw.
Un altro ciclo, non fantascientifico, di racconti gialli brevi e no, è quello dei Vedovi Neri, un immaginario club di cui Asimov iniziò a scrivere dal 1971. I racconti seguono sempre la stessa convenzione: i sei membri del club e un ospite si riuniscono a cena, serviti dal cameriere Henry Jackson, anche lui membro onorario dei Vedovi Neri. Durante la cena l'ospite propone sempre un mistero che i membri del club provano a risolvere, ma solo Henry vede la corretta (e di solito molto semplice) soluzione. I Vedovi Neri è basato su un circolo letterario che Asimov cita come il Trap Door Spiders; i membri dei Vedovi sono basati su persone reali di tale club, alcuni di loro famosi scrittori: Geoffrey Avalon (L. Sprague de Camp), Emmanuel Rubin (Lester del Rey), James Drake (Dr. John D. Clark), Thomas Trumbull (Gilbert Cant), Mario Gonzalo (Lin Carter), Roger Halsted (Don Bensen) e Henry Jackson. Secondo Asimov, Henry, che è un personaggio inventato, può essere stato ispirato in gran parte da Jeeves dei romanzi di P.G. Wodehouse.
Gli altri libri gialli di Asimov sono i due romanzi Un soffio di morte (The death dealers, 1958) e Rompicapo in quattro giornate (Murder at the A.B.A, 1976), e le antologie Misteri. I racconti gialli di Isaac Asimov (1968), Gli enigmi dello Union Club (The Union Club mysteries, 1983) e Il delitto è servito (Murder on the Menu, 1984).
Discorso a parte merita l'antologia Sherlock Holmes nel tempo e nello spazio (Sherlock Holmes through time and space, 1984) raccolta curata da Asimov di quindici racconti di fantascienza, giallo e umorismo di diversi autori (fra i quali Philip J. Farmer, Gene Wolfe, Poul Anderson e Gordon R. Dickson) dedicati al grande detective creato da Arthur Conan Doyle.

### Divulgazione scientifica
Tra il 1960 e il 1970 Asimov abbandonò quasi completamente la narrativa di fantascienza e si dedicò attivamente alla divulgazione scientifica. Egli stesso affermò di avere intrapreso quell'attività come risposta al desiderio degli americani di apprendere argomenti di natura scientifica in seguito all'imbarazzo americano ricevuto dallo Sputnik I, primo mezzo umano lanciato nello spazio dall'Unione Sovietica nel 1957.
Tutto questo era avvalorato dal fatto che oltre alla laurea scientifica Asimov poteva vantare una laurea in lettere e filosofia. Egli conosceva i meccanismi della scrittura da un punto di vista sia teorico sia pratico, avendo scritto fin dall'età di 15 anni, il che gli permetteva di compiere dissertazioni scientifiche a 360 gradi.
Tra le opere di Asimov figurano anche un'edizione annotata del Paradiso perduto di John Milton e una storia dell'antica Grecia. Asimov cominciò la sua attività di divulgatore fin da giovane: dopo il trasferimento a Boston insegnò nella facoltà di Medicina dell'università, e qui nel 1950 pubblicò insieme ad altri due colleghi il testo per studenti di medicina Biochimica e metabolismo umano, che conobbe tre edizioni nel giro di poco tempo.
La serie delle Asimov's Intelligent Man's Guides to Science (‘Guide alla Scienza per l'Uomo Intelligente’) sono state tradotte in italiano in due opere separate, Il libro di fisica e Il libro di biologia, entrambe pubblicate dalla Mondadori. Si tratta di volumi estremamente completi che coprono l'intera gamma di conoscenze su questi argomenti. Notevoli le sue opere sul corpo umano (non va infatti dimenticato che Asimov era un biochimico): Il corpo umano, Il cervello umano (The Human Brain – Its capacities and functions, 1963) e Il codice genetico ne sono un esempio. A ciò si aggiungono le raccolte dei suoi articoli scientifici sull'astrofisica e la cosmologia, pubblicati inizialmente sulle colonne non-narrative del Magazine of Fantasy and Science-Fiction fin dal 1958: Il collasso dell'universo (in cui parla di buchi neri come spunto per spiegare i meccanismi fondamentali dell'universo, la gravità, l'entropia e il funzionamento delle stelle), Frontiere, Grande come l'universo (raccolta di saggi di argomento fisico e astronomico contenente anche un saggio sulla difesa della ragione), Domani!, L'universo invisibile ne sono un esempio.
Asimov pubblicò inoltre varie opere di particolare ingegno, non sempre di divulgazione ma contenenti tesi o argomenti originali. Civiltà extraterrestri (Extraterrestrial Civilization, 1979) è ancora oggi considerata la migliore ricerca scientifica compiuta sulla possibilità di esistenza di forme di vita aliene, e In principio. Il libro della Genesi interpretato alla luce della scienza (In the Beginning..., 1981) è una rilettura della prima parte del libro della Genesi alla luce delle scoperte scientifiche. Pur essendo non credente, Asimov si interessò molto alla Bibbia, e pubblicò su di essa una Asimov's Guide to the Bible, originariamente in due volumi. Con Catastrofi a scelta (A Choice of Catastrophes, 1979) Asimov analizzò tutte le possibili realistiche cause che porteranno o potrebbero portare alla scomparsa del genere umano, partendo da quelle su scala universale (la morte termica dell'universo, oppure il big crunch), quindi scendendo a livello del sistema solare (descrivendo l'espansione del Sole al termine del suo ciclo dell'idrogeno, oppure l'effetto della collisione con degli asteroidi) e infine illustrando le possibili fonti di catastrofe legate alla Terra e all'attività degli esseri umani. Asimov dà forse il meglio con I mattoni dell'universo (Building blocks of the universe, 1957), in cui espone vari argomenti che vanno dagli idrocarburi, discutendo del petrolio e della benzina e dell'importanza che hanno sull'economia mondiale, agli alcaloidi, elencando gli effetti dell'alcol sul sistema nervoso e i sintomi del delirium tremens, arrivando a un vero e proprio racconto della tavola periodica degli elementi, illustrando la storia degli elementi chimici: di ogni elemento Asimov racconta l'origine del nome, le modalità spesso strane e a volte avventurose della sua scoperta, e soprattutto le sue applicazioni pratiche nei composti. Con Cronologia delle scoperte scientifiche (Asimov's chronology of science, 1989), Asimov ripercorre tutte le più importanti scoperte e invenzioni dell'umanità dall'età della pietra agli anni 1980, dall'andatura a due piedi al fenomeno del buco dell'ozono.
L'astronomo e divulgatore scientifico Carl Sagan una volta lo ha definito "Il più grande divulgatore dei nostri giorni".

## Lista delle opere

### Fantascienza

#### Romanzi
- La fine dell'eternità (The End of Eternity, 1955)
- Viaggio allucinante (Fantastic Voyage, 1966)
- Neanche gli dei (The Gods Themselves, 1972)
- Destinazione cervello (Fantastic Voyage II: Destination Brain, 1987)
- Nemesis (Nemesis, 1989)
- Notturno (con Robert Silverberg) (Nightfall, 1990)
- Il figlio del tempo (con Robert Silverberg) (The Ugly Little Boy, 1992)
- Robot NDR-113 (con Robert Silverberg) (The Positronic Man, 1993)

#### Antologie
- Maledetti marziani (The Martian Way and Other Stories, 1955)
- La Terra è abbastanza grande (Earth Is Room Enough, 1957)
- Nine Tomorrows (Nine Tomorrows, 1959)
- Antologia personale (Nightfall and Other Stories, 1969)
- Asimov Story (The Early Asimov, 1972)
- Il meglio di Asimov (The Best of Isaac Asimov, 1973)
- Testi e note (Buy Jupiter: and Other Stories, 1975)
- Il vento è cambiato (The Winds of Change, 1983)
- Fantasimov (The Alternate Asimovs, 1986)
- Le migliori opere di fantascienza (The Best Science Fiction of Isaac Asimov, 1986)
- Sogni di robot (Robot Dreams, 1986)
- Visioni di robot (Robot Visions, 1990)
- Gold. La fantascienza allo stato puro (Gold, The Final Science Fiction Collection, 1995)

#### Grande Universo della Fondazione
Serie di romanzi e di racconti in cui Asimov immagina una storia futura dell'umanità.
- Ciclo dei Robot
  - Io, robot (I, Robot, 1950)
  - Il secondo libro dei robot (The Rest of the Robots, 1964)
  - Antologia del bicentenario (The Bicentennial Man and Other Stories, 1976)
  - Tutti i miei robot (The Complete Robot, 1982)
  - Abissi d'acciaio o La metropoli sotterranea (The Caves of Steel, 1954)
  - Il sole nudo (The Naked Sun, 1957)
  - I robot dell'alba (The Robots of Dawn, 1983)
  - I robot e l'Impero (Robots and Empire, 1985)
- Ciclo dell'Impero
  - Le correnti dello spazio (The Currents of Space, 1952)
  - Il tiranno dei mondi o Stelle come polvere (The Stars, Like Dust, 1951)
  - Paria dei cieli (Pebble in the Sky, 1950)
- Ciclo delle Fondazioni
  - Preludio alla Fondazione (Prelude to Foundation, 1988)
  - Fondazione anno zero (Forward the Foundation, 1993)
  - Fondazione o Cronache della galassia o Prima Fondazione (Foundation, 1951)
  - Fondazione e Impero o Il crollo della galassia centrale (Foundation and Empire, 1952)
  - Seconda Fondazione o L'altra faccia della spirale (Second Foundation, 1953)
  - L'orlo della Fondazione (Foundation's Edge, 1982)
  - Fondazione e Terra (Foundation and Earth, 1986)

### Narrativa gialla
Serie dei Vedovi Neri
- I racconti dei Vedovi Neri (Tales of the Black Widowers, 1974)
- Largo ai Vedovi Neri o Dodici casi per i Vedovi Neri (More Tales of the Black Widowers, 1976)
- Il club dei Vedovi Neri (Casebook of the Black Widowers, 1980)
- I banchetti dei Vedovi Neri (Banquets of the Black Widowers, 1984)
- Gli enigmi dei Vedovi Neri (Puzzles of the Black Widowers, 1990)
- Il ritorno dei Vedovi Neri (The Return of the Black Widowers, 2003)

Altri
- Un soffio di morte o I pianificatori della morte - romanzo (The Death Dealers, 1958)
- Misteri. I racconti gialli di Isaac Asimov (1968) - antologia
- Rompicapo in quattro giornate - romanzo (Murder at the A.B.A., 1976)
- Gli enigmi dello Union Club - antologia (The Union Club Mysteries, 1983)
- Sherlock Holmes nel tempo e nello spazio - antologia (Sherlock Holmes through Time and Space, 1984)
- Il delitto è servito - antologia con altri autori (Murder on the Menu, 1984)

### Fantasy e umorismo
Antologie
- Azazel (Azazel, 1988)
- Magic (Magic, 1996)

### Libri per ragazzi
Lucky Starr
- Lucky Starr, il vagabondo dello spazio (David Starr, Space Ranger, 1952)
- Lucky Starr e i pirati degli asteroidi (Lucky Starr and the Pirates of the Asteroids, 1954)
- Lucky Starr e gli oceani di Venere (Lucky Starr and the Oceans of Venus, 1954)
- Lucky Starr e il grande sole di Mercurio (Lucky Starr and the Big Sun of Mercury, 1956)
- Lucky Starr e le lune di Giove (Lucky Starr and the Moons of Jupiter , 1957)
- Lucky Starr e gli anelli di Saturno (Lucky Starr and the Rings of Saturn, 1958)

Norby
La serie è stata scritta assieme a sua moglie Janet. Quelli con i titoli solo in inglese sono inediti in Italia:
- Norby il robot stravagante (con Janet Asimov) (Norby, the Mixed-Up Robot, 1983)
- I segreti di Norby (con Janet Asimov) (Norby's Other Secret, 1984), Arnoldo Mondadori Editore
- Norby e la principessa perduta (con Janet Asimov) (Norby and the Lost Princess, 1985)
- Norby e gli invasori (con Janet Asimov) (Norby and the Invaders, 1985)
- Norby and the Queen's Necklace (1986)
- Norby Finds a Villain (1987)
- Norby Down to Earth (1988)
- Norby and Yobo's Great Adventure (1989)
- Norby and the Oldest Dragon (1990)
- Norby and the Court Jester (1991)

### Divulgazione scientifica
Dato l'elevato numero di saggi scientifici, si riportano solo quelli editi in Italia.
- Evoluzione e genetica (The Wellsprings of Life, 1960), Bompiani
- Breve storia della biologia (A Short History of Biology, 1964), Zanichelli ISBN 88-08-02472-5
- Breve storia della chimica (A Short History of Chemistry, 1965), Zanichelli ISBN 88-08-04064-X
- Il Codice Genetico (The Genetic Code, 1962) Piccola Biblioteca Einaudi, 1968
- I mattoni dell'universo (Building blocks of the universe, 1957), Mondadori, 1971
- Le parole della scienza (Words of Science and the History Behind Them, 1959), Mondadori, 1976
- Il collasso dell'universo (The Collapsing Universe, 1977), Mondadori ISBN 88-04-16972-9
- Passato e futuro (Science Past Science Future, 1975), Siad Edizioni, 1979
- Supernove (The Exploding Suns, 1977), BUR ISBN 88-17-11834-6
- Civiltà extraterrestri (Extraterrestrial Civilization, 1979), Mondadori ISBN 88-04-27682-7
- Catastrofi a scelta (A Choice of Catastrophes, 1979), Mondadori, 1980
- In principio. Il libro della Genesi interpretato alla luce della scienza (In the Beginning..., 1981), Mondadori ISBN 88-04-29805-7
- Il vagabondo delle scienze (The Roving Mind, 1983), Mondadori ISBN 88-04-42772-8
- Il libro di biologia (Asimov's New Guide to Science, 1984), Mondadori ISBN 88-04-40474-4
- Il libro di fisica (Asimov's New Guide to Science, 1984), Mondadori ISBN 88-04-41445-6
- Il mostro subatomico (The subatomic monster, 1985), Longanesi ISBN 88-304-0926-X
- Grande come l'universo (The Relativity of Wrong, 1988), Mondadori ISBN 88-04-41819-2
- Frontiere (Frontiers, 1989), Mondadori ISBN 88-04-38205-8
- L'universo invisibile (Atom, 1992), Mondadori ISBN 88-04-39081-6
- A perdita d'occhio, Mondadori ISBN 88-04-40939-8
- Il cervello umano (The Human Brain – Its capacities and functions, 1963) Tascabili Bompiani
- Esplorando la Terra e il cosmo (Exploring the Earth and the cosmos, 1982) Mondadori, 1983
- Il miracolo delle foglie: la fotosintesi, Bollati Boringhieri ISBN 88-339-0563-2
- Antologia scolastica: raccolta di racconti in ciascuno dei quali viene coscientemente violata una legge (fisica, chimica o biologica), con schede di approfondimento a uso delle scuole medie.

### Autobiografie
- Io, Asimov - primo volume 1920 1954 Armenia editore (In Memory Yet Green) (1979)
- In Joy Still Felt: The Autobiography of Isaac Asimov, 1954-1978 (1980)
- Io, Asimov (I, Asimov a memoir, 1994), Il Saggiatore, 2024

## Premi e riconoscimenti
- 1957 Thomas Alva Edison Foundation Award per Building Blocks of the Universe.
- 1960 Premio Howard W. Blakeslee della American Heart Association per The Living River.
- 1962 Boston University's Publication Merit Award.
- 1963 Premio Hugo per avere "aggiunto la scienza ai racconti di Fantascienza" nei saggi pubblicati su Magazine of Fantasy and Science Fiction.
- 1965 Premio James T. Grady dell'American Chemical Society.
- 1966 Premio Hugo "miglior romanzo di sempre" per la serie della Fondazione.
- 1972 Premio Nebula miglior romanzo Neanche gli Dei.
- 1973 Premio Hugo miglior romanzo Neanche gli Dei.
- 1973 Premio Locus miglior romanzo Neanche gli Dei.
- 1975 Premio Klumpke-Roberts per i contributi dati alla divulgazione dell'astronomia e al suo apprezzamento da parte dell'opinione pubblica.[67]
- 1977 Premio Hugo miglior racconto L'uomo bicentenario.
- 1977 Premio Nebula miglior racconto L'uomo bicentenario.
- 1981 L'asteroide 5020 Asimov, è stato nominato in suo onore.
- 1987 Premio Nebula Grandmaster, "lifetime achievement award".
- 1983 Premio Hugo miglior romanzo L'orlo della Fondazione.
- 1983 Premio Locus miglior romanzo L'orlo della Fondazione.
- 1992 Premio Hugo miglior racconto Gold.
- 1995 Premio Hugo miglior racconto Io. Asimov: In Memoria.
- 2009 Il cratere Asimov di Marte è stato nominato in suo onore.
- Quattordici dottorati ad honorem da diverse università del mondo[senza fonte].